# Етьєн Кабе

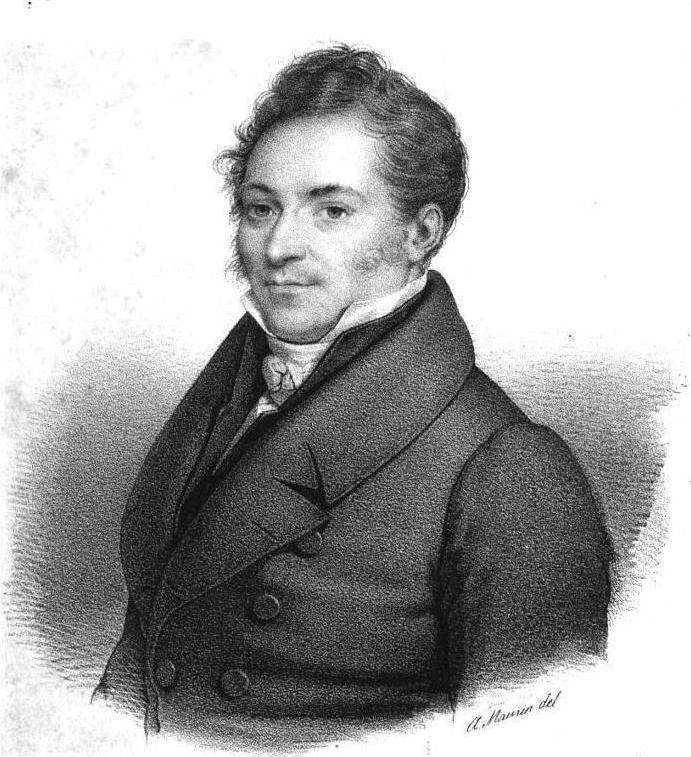
Етьєн Кабе

Етьєн Кабе́ (фр. Étienne Cabet; *1 січня 1788 — †8 листопада 1856) — французький соціаліст-утопіст, письменник.
У своєму утопічному романі «Подорож до Ікарії» («Voyage en Icarie», 1840) обстоював підкреслено колективістську форму комунізму і намагався втілити її в життя (з незначним успіхом) в ікаріанській колонії в Іллінойсі, США.
Вчення Е. Кабе є крайнім антиіндивідуалістичним полюсом соціалізму, подібно до радянського періоду (УРСР) історії України.